# Cyrtopodium fowliei
Cyrtopodium fowliei är en orkidéart som beskrevs av Lou Christian Menezes. Cyrtopodium fowliei ingår i släktet Cyrtopodium, och familjen orkidéer. Inga underarter finns listade i Catalogue of Life.